# Стиллман, Кори
Кори Стиллман (англ. Cory Stillman; род. 20 декабря 1973, Питерборо, Онтарио) — канадский хоккеист, крайний нападающий.
На драфте НХЛ 1992 года был выбран в 1 раунде под общим 6 номером командой «Калгари Флэймз». 13 марта 2001 года обменян в «Сент-Луис Блюз». 21 июня 2003 года обменян в «Тампу Бэй Лайтнинг». 2 августа 2005 года как неограниченно свободный агент подписал контракт с «Каролиной Харрикейнз». В 2008 году обменян в «Оттава Сенаторс». Тем же летом подписал контракт с «Филадельфия Флайерс».

## Награды
- Обладатель Кубка Стэнли: 2004 («Тампа Бэй Лайтнинг»), 2006 («Каролина Харрикейнз»)

## Статистика
```
                                            --- Regular Season ---  ---- Playoffs ----
Season   Team                        Lge    GP    G    A  Pts  PIM  GP   G   A Pts PIM
--------------------------------------------------------------------------------------
1989-90  Peterborough Roadrunners    OHA-B  41   30   54   84   76
1990-91  Windsor Spitfires           OHL    64   31   70  101   31  11   3   6   9   8
1991-92  Windsor Spitfires           OHL    53   29   61   90   59   7   2   4   6   8
1992-93  Canadian National Team      Intl    1    0    0    0    0
1992-93  Peterborough Petes          OHL    61   25   55   80   55  18   3   8  11  18
1993-94  Saint John Flames           AHL    79   35   48   83   52   7   2   4   6  16
1994-95  Saint John Flames           AHL    63   28   53   81   70   5   0   2   2   2
1994-95  Calgary Flames              NHL    10    0    2    2    2  --  --  --  --  --
1995-96  Calgary Flames              NHL    74   16   19   35   41   2   1   1   2   0
1996-97  Calgary Flames              NHL    58    6   20   26   14  --  --  --  --  --
1997-98  Calgary Flames              NHL    72   27   22   49   40  --  --  --  --  --
1998-99  Calgary Flames              NHL    76   27   30   57   38  --  --  --  --  --
1999-00  Calgary Flames              NHL    37   12    9   21   12  --  --  --  --  --
2000-01  Calgary Flames              NHL    66   21   24   45   45  --  --  --  --  --
2000-01  St. Louis Blues             NHL    12    3    4    7    6  15   3   5   8   8
2001-02  St. Louis Blues             NHL    80   23   22   45   36   9   0   2   2   2
2002-03  St. Louis Blues             NHL    79   24   43   67   56   6   2   2   4   2
2003-04  Tampa Bay Lightning         NHL    81   25   55   80   36  21   2   5   7  15
2005-06  Carolina Hurricanes         NHL    72   21   55   76   32  25   9  17  26  14
2006-07  Carolina Hurricanes         NHL    43    5   22   27   24  --  --  --  --  --
2007-08  Carolina Hurricanes         NHL    55   21   25   46   14  --  --  --  --  --
2007-08  Ottawa Senators             NHL    24    3   16   19   10   4   2   0   2   2
2008-09  Florida Panthers            NHL    63   17   32   49   37  --  --  --  --  --
2009-10  Florida Panthers            NHL    55   15   21   36   20
2010-11  Florida Panthers            NHL    44    7   16   23   20
2010-11  Carolina Hurricanes         NHL    21    5   11   16    4
--------------------------------------------------------------------------------------
         NHL Totals                       1025  278  449  727  489  82  19  32  51  43

```